# Fujifilm X-T1
- Fujifilm X-T2
Le Fujifilm X-T1 est un appareil photographique hybride tropicalisé de style réflex annoncé par Fujifilm le 28 janvier 2014. Il utilise la monture Fujifilm X.

## Principales caractéristiques
- Capteur 16 mégapixels X-Trans CMOS II qui utilise une matrice de filtres colorés différente d'une matrice de Bayer qui supprime le besoin d'un filtre anticrénelage.
- Vidéo H.264 :
  - Full-HD 1920 × 1080 à 59.9p et 29.97p ; 100 Mbit/s pendant 15 min maximum
  - HD 1280 × 720 à 59.94p et 29.97p ; 50 Mbit/s pendant 30 min maximum
- Autofocus amélioré – 325 collimateurs (dont 169 à détection de phase, couvrant 40 % du cadre)
- Mesure lumière TTL avec une matrice à 256 zones
- Mode rafale : 8 im./s avec l'autofocus
- Un logement de cartes SD, acceptant le standard UHS-II
- Connectivité WiFi IEEE 802.11b / g / n.